# Molvena caledonica
Molvena caledonica là một loài bướm đêm trong họ Noctuidae.